# Куза-Воде (Іпателе, Ясси)
Куза-Воде (рум. Cuza Vodă) — село у повіті Ясси в Румунії. Входить до складу комуни Іпателе.
Село розташоване на відстані 291 км на північ від Бухареста, 32 км на південний захід від Ясс.

## Населення
За даними перепису населення 2002 року у селі проживали 556 осіб, усі — румуни. Усі жителі села рідною мовою назвали румунську.